# Sankt Stefan ob Stainz
Sankt Stefan ob Stainz ist eine Gemeinde mit 3654 Einwohnern (Stand 1. Jänner 2024) im Bezirk Deutschlandsberg (Gerichtsbezirk Deutschlandsberg) in der Weststeiermark.
Seit 1. Jänner 2015 ist sie im Rahmen der steiermärkischen Gemeindestrukturreform mit den Gemeinden Greisdorf und Gundersdorf zusammengeschlossen, die neue Gemeinde führt den Namen St. Stefan ob Stainz weiter.
Die Gemeinde ist landwirtschaftlich geprägt und liegt im Anbaugebiet des Schilchers.

## Geografie

### Lage
Die Gemeinde Sankt Stefan ob Stainz liegt in der Weststeiermark und wird vom Steinbach, der Lemsitz, dem Sanibach und der Zirknitz durchflossen.

### Gemeindegliederung
Sankt Stefan ob Stainz besteht aus zehn Ortschaften (Bevölkerung Stand 1. Jänner 2024) bzw. neun Katastralgemeinden (Fläche Stand 31. Dezember 2023):
| Ortschaften / Katastralgemeinden      | Einwohner | Fläche      | Lage in der Gem.          |
| ------------------------------------- | --------- | ----------- | ------------------------- |
| Greisdorf                             | 442       | 2.447,68 ha |                           |
| Grubberg, KG Gruberg                  | 83        | 43,46 ha    |                           |
| Gundersdorf                           | 281       | 527,81 ha   |                           |
| Lemsitz                               | 401       | 315,66 ha   | Südwesten                 |
| Lichtenhof                            | 92        | 123,61 ha   | Südosten                  |
| Pirkhof                               | 412       | 519 ha      | Nordosten                 |
| Sankt Stefan ob Stainz, KG St. Stefan | 947       | 227,31 ha   | Zentrum                   |
| Sommereben                            | 200       | keine KG    | liegt in der KG Greisdorf |
| Steinreib                             | 287       | 184,14 ha   |                           |
| Zirknitz                              | 488       | 532,22 ha   | Nordwesten                |

### Nachbargemeinden
Drei der fünf Nachbargemeinden liegen im Bezirk Voitsberg (VO).
| Ligist (VO)      | Mooskirchen (VO)                            |         |
| Edelschrott (VO) | Kompassrose, die auf Nachbargemeinden zeigt | Lannach |
|                  | Stainz                                      | Stainz  |

St. Stefan ob Stainz grenzt nicht an St. Martin am Wöllmißberg, weil südlich von St. Martin ein schmaler Gebietsstreifen der Gemeinde Edelschrott mit ca. 70 m an die Gemeinde Ligist grenzt und damit St. Stefan von St. Martin getrennt bleibt.

## Geschichte

### Frühe Besiedelung
Frühe Besiedlung des Gemeindegebietes ist durch ein latènezeitliches oder römisches Gräberfeld im Zirknitztal belegt. Im Gemeindegebiet befindet sich eine Reihe anderer Grabhügel oder Grabhügelgruppen, sie werden „Heidenkögel“ genannt. Dabei handelt es sich um Gräber, die der einheimischen Bevölkerung der ersten Jahrhunderte nach Christi Geburt zugeschrieben werden. Diese Bewohner werden als „Noriker“ bezeichnet und den Kelten zugerechnet.
Die ersten Spuren von Siedlern aus dem bayrischen Raum sind für das Jahr 1180 dokumentiert.
Ob eine Urkunde aus 1128 über den Dienstmann der Eppensteiner Friedrich von Wolfstain,
der ebenso wie für 1378 bis 1415 ein Otocharus mit der Gegend Wolfstein bei Oberzirknitz in Verbindung gebracht wird, tatsächlich auf diese Gegend hinweist und damit eine Besiedlung des Gebietes belegt, ist unsicher.
Der Name des Ortsteils Stocka (mit der Eichartkapelle) wird auf eine Rodung zurückgeführt (ahd. und mhd. stoc, stock für „Baumstumpf, Baumstamm“).

### Pfarre
Die Pfarre St. Stefan ob Stainz wird erstmals 1203 erwähnt, sie gilt als Stammpfarre des Gebietes und ist älter als die 1218 gegründete Diözese Graz-Seckau (welche damals noch nicht das Gebiet von St. Stefan umfasste, das zum Erzbistum Salzburg gehörte). Die ursprüngliche Bedeutung der Pfarre mit ihrem großen Pfarrsprengel, der mit rund 100 km² etwa fünfmal größer als das Gemeindegebiet bis Ende 2014 war und auch Gebiete in den Nachbargemeinden Gundersdorf, Georgsberg, Marhof, Greisdorf und Lannach umfasst, zeigt sich daran, dass zu der Pfarre auch im 21. Jahrhundert noch Gebiete gehören, welche näher zur Pfarre Stainz liegen, wie z. B. Teile von Marhof (mit der Höllerhansl-Kapelle) und Greisdorf. Die Pfarre wurde 1245 dem damals neu entstandenen Augustiner-Chorherrnstift Stainz einverleibt und nach dessen Auflösung 1785 wieder selbstständig.
Eine Vorgängerin der Pfarrkirche wird im Gebiet des Kirchholzes bei Oberzirknitz vermutet. Auf einen niedrigeren Zehent, Slawenzehent genannt, wird in der Literatur hingewiesen.
Der Name „Zirknitz“ stammt aus dem Slawischen. Er wird als Kirchengegend, Kirchbach, kleines Kirchlein übersetzt.

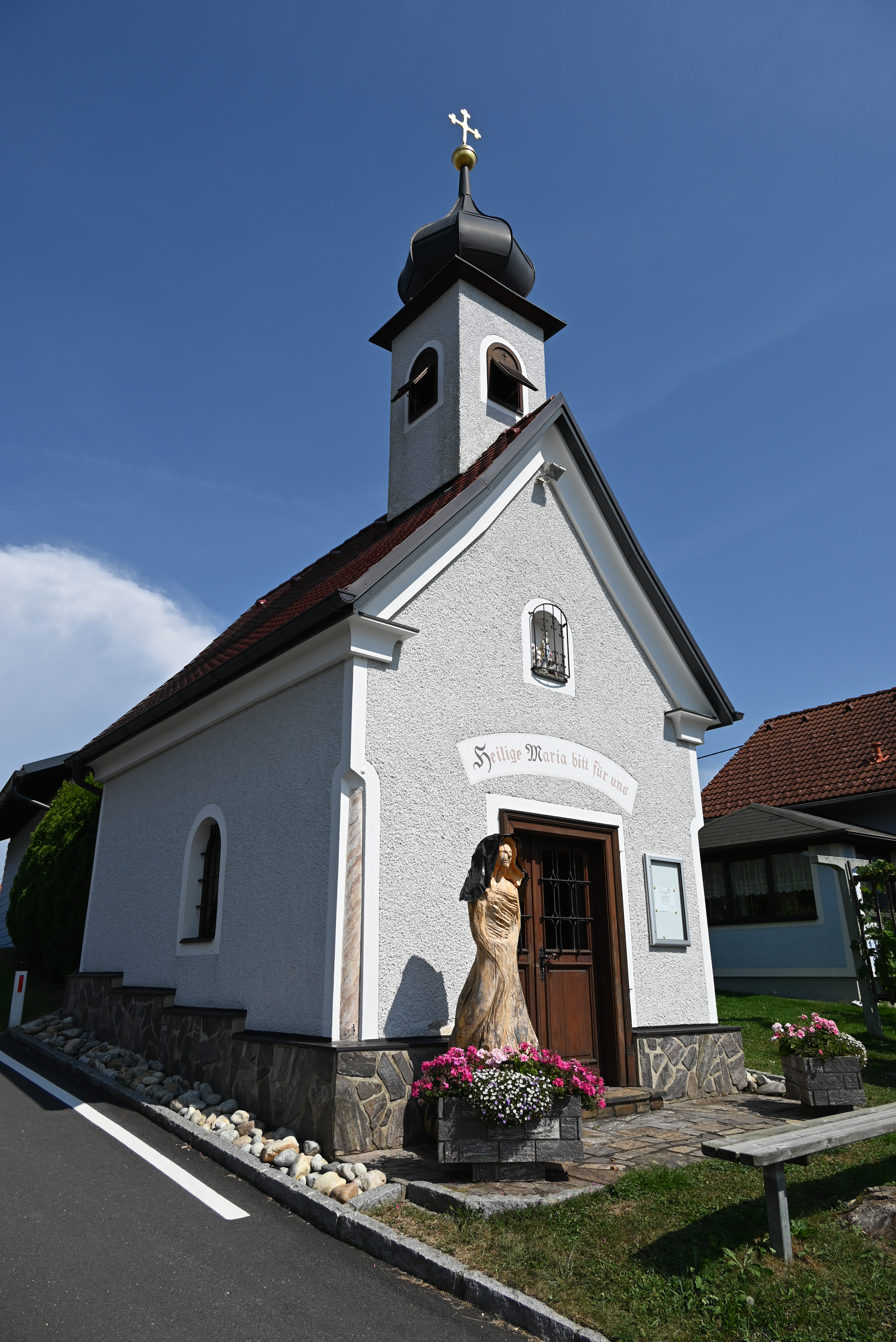
Marienkapelle Zirknitzberg

Die Marienkapelle im Ortsteil Zirknitzberg befindet sich knapp an der Grenze zur Gemeinde Mooskirchen ⊙. Sie wurde um 1822 erbaut, der Bauanlass ist unbekannt. Bei ihr finden am „Großen Frauentag“, den 15. August, regelmäßig Kapellenfeste der Kapellengemeinschaft Zirknitzberg statt. Die Hl. Messe am Beginn wird abwechselnd von Priestern aus Mooskirchen und St. Stefan ob Stainz gefeiert. Ob der Standort dieser Kapelle etwas mit dem Ort der alten Kirche zu tun hat, ist offen. Ebenfalls in Zirknitzberg befindet sich ein ca. 21 m hohes und ca. 12 m breites Kreuz aus einer Metallkonstruktion, die zu hohen christlichen Festen (Weihnachten, Ostern, Allerheiligen, Maria Himmelfahrt) in den Nachtstunden elektrisch beleuchtet wird. Durch seine Größe und Höhenlage ist das beleuchtete Kreuz weithin und  auch von einem kurzen Abschnitt der Südautobahn zu sehen.

### Mittelalter

#### Lemsitz
Im Mittelalter und bis in das 19. Jahrhundert war das Gemeindegebiet auf verschiedene Grundherrschaften aufgeteilt. Eine davon waren die Lemsitzer, die ihren Wohnsitz, die Burg Lemsitz, im Westen des Ortes St. Stefan hatten. Die Erbauung dieser Burg wird in das 12. oder 13. Jahrhundert datiert, von ihr sind nur mehr Gräben und andere Bodenunebenheiten sichtbar. Ihr Zentrum bestand aus einem etwa neun mal sieben Meter großen unregelmäßig fünfeckigen Turm, der von einem Wall und einem Wassergraben umgeben war.
Der Turm war zumindest in seinen Fundamenten gemauert.
Die Lemsitzer waren Dienstmannen der Herren von Wildon und Lehensnehmer des Erzbischofs von Salzburg. Im 17. Jahrhundert wurde die Anlage nicht mehr erwähnt.
Eine Erhebung im Gelände an der Straßenkreuzung in Lemsitz in der Nähe der dortigen Kapelle wird als Rest eines Turmhügels aus der Zeit der Wolfsteiner erklärt. An der Straße von Lemsitz Richtung Westen sind zwei Grabanlagen und eine Lichtsäule dokumentiert.
Die Straßenverbindung zwischen St. Stefan und Stainz verlief früher entlang des Lemsitzbaches, das Anwesen Bachsterri war als Gaststätte bekannt.
Es wird vermutet, dass die Gebiete der Bauernhöfe vlg. Huber und vlg. Simimichl in Unterzirknitz im 14. und 15. Jahrhundert kleine Rittersitze im Besitz der Lemsitzer Hans und Heinrich waren.
Für den 28. Oktober 1425 ist der Verkauf eines freien Hofes zu „Nider Zirknitz“ an das Stift Stainz belegt. Dieses ließ den Edelsitz auf und verteilte die Grundstücke an Bauern.

#### Lichtenhof

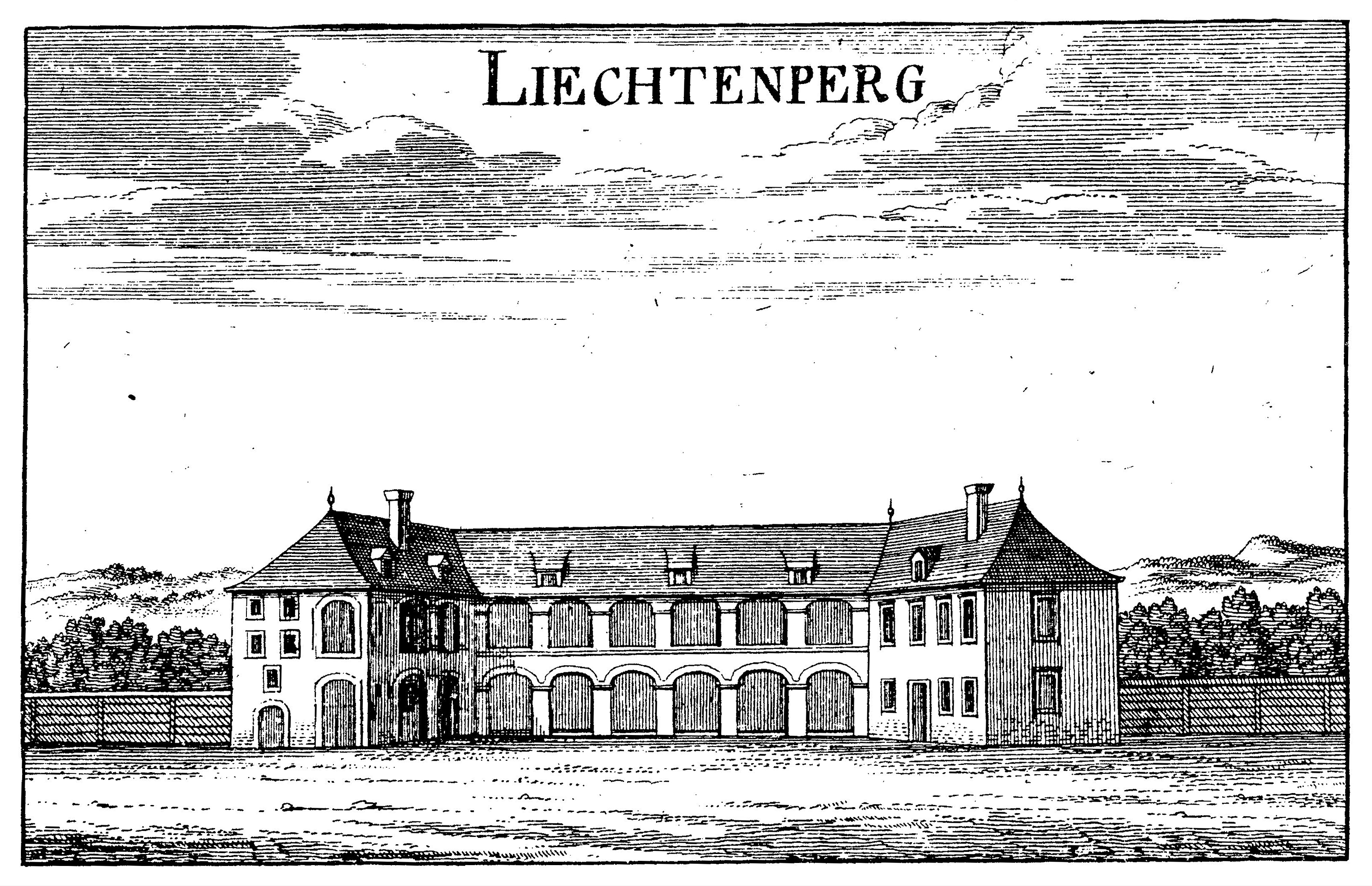
Schloss Lichtenhof (damals „Liechtenperg“ genannt) von Osten, 1681

Ein weiterer Adelssitz befand sich im Südosten des Ortes St. Stefan in der Katastralgemeinde Lichtenhof. Er wird als Lichtenbergerhof bezeichnet, seine Gründung als Sitz der Familie der Lichtenberger ebenfalls in das 13. Jahrhundert datiert. Die Familie der Liechtenberger wurde als Dienstmannengeschlecht der Eppensteiner, später der Wildonier beschrieben. Wesentliche Wehranlagen bestanden nicht.
Im 15. Jahrhundert wurden die Gebäude als „Schloss bei Stainz“ erwähnt, die Familie der Besitzer starb im 16. Jahrhundert aus. 1602 erwarb das Stift Stainz die Anlage. Mit Beginn des 18. Jahrhunderts wurde der Ansitz nur mehr landwirtschaftlich genutzt, im 19. Jahrhundert war sein Gebiet auf Bauernhöfe aufgeteilt. Die Höfe vlg. Lichtenhofschuster, Geidl, Sieber der KG Lichtenhof sowie vlg. Schneiderbauer, Rothschädl (der Meierhof der ehemaligen Herrschaft Lichtenberg), Moar der KG Lemsitz
liegen auf den Grundstücken des ehemaligen Schlosses. An der Erdoberfläche sind keine Reste der Anlage mehr erkennbar, nur die Lage einer Sandgrube und einer Lehmgrube ist dokumentiert.
Es erinnern allerdings 1,2 m dicke Kellermauern im Bauernhof vlg. Geidl (auch Gail genannt), die zu einem Turmhaus gehört haben könnten, an das ehemalige Schloss und es sollen auf Nachbargrundstücken in den 1950er Jahren beim Leitungsbau Gewölbereste gefunden worden sein. Auf Darstellungen von Georg Matthäus Vischer ist 1681 Schloss Liechtenhoff (oder Liechtenperg) als Anlage mit drei Gebäuden, eines davon mit zweistöckem Arkadengang, gezeichnet.

#### Aichhof
Am Osthang des Ortsteils Hofererberg wird das Gebiet der Bauernhöfe vlg. Langhartkami, Hopfgartner, Schöner, Tischler als Bereich eines Adelssitzes namens Aichhof angesehen: Dieser wird mit dem Zahlmeister Leutolds von Wildon, Witmar (bzw. Dietmar) von Hopfgarten, in Verbindung gebracht.

#### Puxhof
Das Gebiet des Bauernhofes vlg. Kohlmörtl in Zirknitz bildete im Mittelalter den Edelsitz Puxhof. Seine Besitzer wurden 1267 als Ministerialen Salzburgs genannt, eine Verbindung mit den Wildoniern wird vermutet.
Die Familie starb vor 1500 aus.

### Türkeneinfälle
Diese Anlagen wurden wie das übrige Gemeindegebiet vermutlich zweimal von umherstreifenden Türken belagert und ihr Besitz verwüstet. Erstmals dürfte das 1480, beim Türkeneinfall in die Steiermark und Kärnten, geschehen sein. Damals drang eine zahlenmäßig große türkische Streifschar über den Packsattel in das Gebiet des heutigen Bezirks Voitsberg vor. Aus dem Gebiet um Ligist kommend, haben Unterabteilungen dieser Streifschar wohl auch St. Stefan erreicht. Mit Sicherheit schwer in Mitleidenschaft gezogen wurde das Gemeindegebiet 1532, nachdem die Türken die Belagerung von Güns abgebrochen hatten und auf ihrem Rückmarsch nahezu die gesamte südliche Steiermark ausplünderten und verwüsteten. Die Burg Lemsitz, wohin sich ein Teil der Bevölkerung geflüchtet hatte, erlebte eine mehrtägige Belagerung durch türkische Streifschärler, die jedoch abgewehrt werden konnte. Ersichtlich werden die von den Türken begangenen Verwüstungen auch anhand der Gültschätzung von 1542, wo beispielsweise einige Bauernhöfe im Lemsitzer Gebiet als öde aufscheinen und als Grund dafür der Türkeneinfall zehn Jahre zuvor genannt wird.
Nachdem die Türkengefahr endgültig gebannt worden war, folgte für St. Stefan eine lange währende friedliche Zeit.

### Franzosenkriege
Erst die als Folge der Französischen Revolution ausbrechenden Kriege am Ende des 18. Jahrhunderts brachten wieder feindliche Truppen ins Gebiet von St. Stefan. Diesmal waren es die durchziehenden Soldaten der französischen Armeen, die im Gemeindegebiet schonungslos requirierten, was sie an Gütern für ihren Bedarf benötigten. Im Südosten, im Wald zwischen Lichtenhof und Pichling (Ortsteil Sechtaberg) erinnert das Franzosenkreuz an die französische Besetzung im Fünften Koalitionskrieg und an einen Vorfall, bei dem drei Franzosen von einheimischen Bauern erschlagen wurden. Dieses Kreuz liegt im ehemaligen Gemeindegebiet von Georgsberg, aber im Pfarrsprengel von St. Stefan. Es wurde 2009 neu errichtet und am 19. Juli 2009 feierlich gesegnet.
Eine weitere Erinnerung an diese Zeit ist die Weberkapelle in Hofererberg. Diese Kapelle wurde 1814 zum Dank für die überstandenen Franzosenkriege errichtet, 1980 renoviert und 2012 um einen Glockenturm ergänzt. In ihm befindet sich die „Franz von Assisi-Glocke“. Sie ist 56 kg schwer, auf den Ton a² gestimmt und wird dreimal täglich um 7 Uhr, 12 Uhr und 19 Uhr sowie an Freitagen um 15 Uhr geläutet.

### Nationalsozialismus und Juliputsch 1934
In den 1930er Jahren fasste auch der Nationalsozialismus in St. Stefan Fuß. Seit 1933 bestand auch hier eine Ortsgruppe der NSDAP, deren Leiter ein im Ort ansässiger Arzt war. In organisatorischer Hinsicht arbeitete die Ortsgruppe in St. Stefan eng mit jener in Stainz zusammen.
Während des nationalsozialistischen Juliputsches im Jahr 1934 wurde die Gendarmeriepostenkaserne von Nationalsozialisten, die unter Führung eines ortsansässigen Gastwirtssohnes standen und aus Stainz angefahren kamen, besetzt. Ein in der Nähe des Gendarmeriepostens befindliches Waffendepot der Heimwehr wurde von den Nationalsozialisten geplündert. Zu Kampfhandlungen war es im Ort nicht gekommen, weil der Gendarmeriepostenkommandant den Posten beim Herannahen der Nationalsozialisten fluchtartig verlassen hatte. Nach ihrem Coup fuhren die Nationalsozialisten wieder nach Stainz zurück. Der Postenkommandant kehrte später wieder auf den Gendarmerieposten zurück und sicherte mit einigen zum Dienst eingerückten Gendarmen den Ort bis zur Niederschlagung des Putsches durch das Bundesheer.

### Entwicklung der Gemeinde im 19. und 20. Jahrhundert
1824 waren die fünf Katastralgemeinden Lemsitz, Lichtenhof, Pirkhof, St. Stefan und Zirknitz zur Verwaltungsgemeinde St. Stefan zusammengeschlossen worden. Die Gemeinde St. Stefan entstand schließlich durch die Aufhebung der Grundherrschaft im Jahre 1850 und Zusammenlegung der gleichnamigen Katastralgemeinden Lemsitz, Lichtenhof und St. Stefan.
Der Name der Gemeinde, „Sankt Stefan“, wurde mit 1. Juni 1951 in Sankt Stefan ob Stainz geändert.
Mit 1. Jänner 1968 wurden die Gemeinden Pirkhof (mit Pirkhofberg) und Zirknitz mit St. Stefan ob Stainz zusammengelegt.
Der Gemeinderat von Gundersdorf fasste am 1. August 2013 einstimmig den Beschluss zur Fusion mit St. Stefan. Seit 16. September 2013 befand sich das Gemeindeamt von Gundersdorf bereits im Ort St. Stefan ob Stainz.

### 21. Jahrhundert

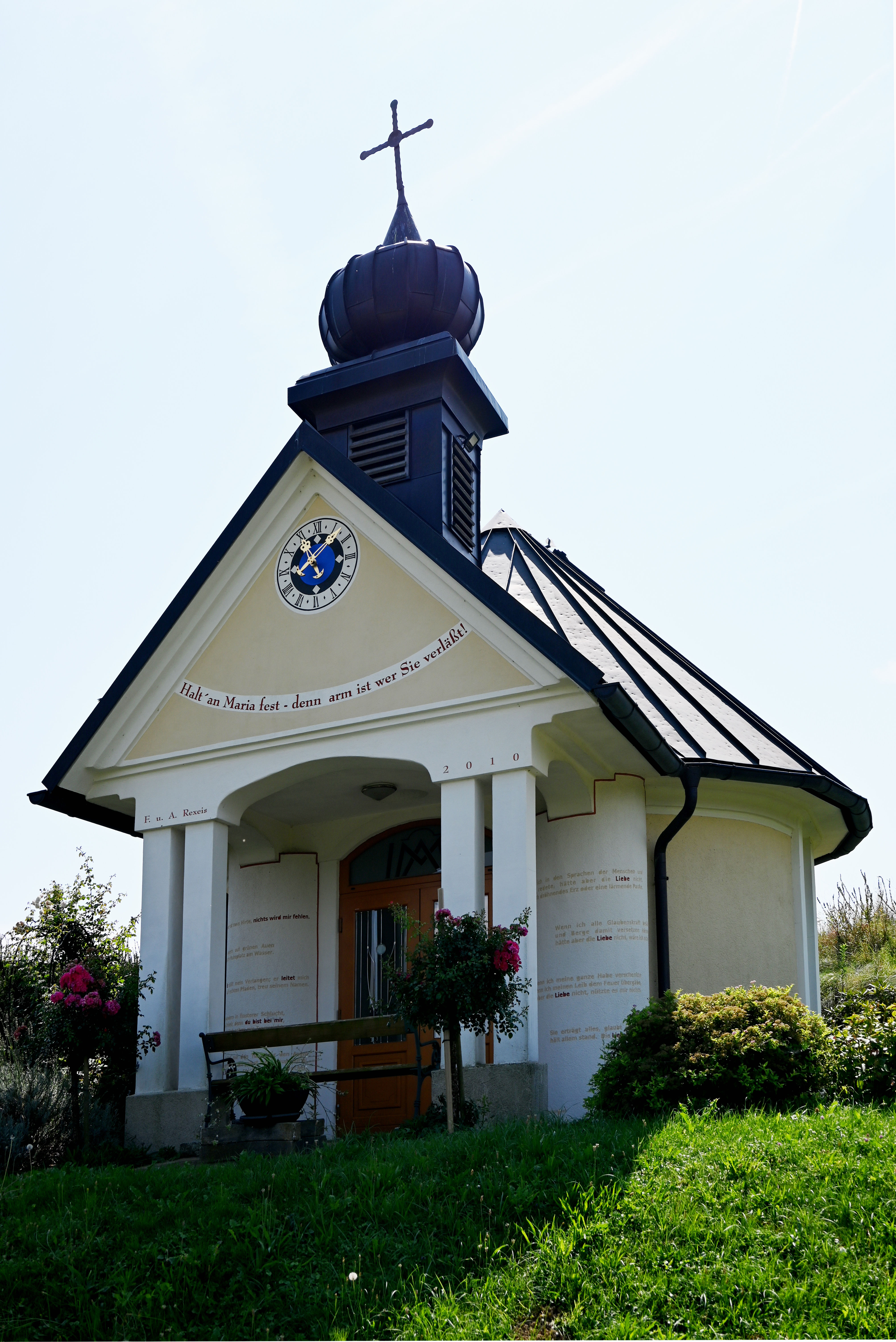
Die Rexeis-Kapelle in Pirkhofberg wurde 2010 eingeweiht

Die Rexeis-Kapelle in Pirkhofberg ⊙ wurde 2009 erbaut und am 22. August 2010 eingeweiht. Sie ist der Hl. Maria geweiht. Ihr Bau wurde aus privaten Mitteln zum Dank für Genesung und gelungenen Hofausbau der Familie Rexeis errichtet. Die Glocke wurde vom Unternehmen Grassmayr in Innsbruck gegossen, sie wiegt 97 kg und wird elektrisch geläutet. Der Innenraum bietet ca. 40 Personen Platz. Die Marienstatue und die Statuen des Hl. Urban und des Hl. Florian links und rechts im Eingangsbereich stammen von Othmar Rath, Bad Goisern und Traudl Kader, Bad Ischl. Altar und Lektorenpult sind aus der Tischlerei von Bernd Czernicska, der Innenraumgestaltung von Valentin Schaunigg aus Vorau.

## Bevölkerung

### Bevölkerungsstruktur
Die Gemeinde hatte laut Volkszählung 2001 2.198 Einwohner. 97,6 % der Bevölkerung besaßen die österreichische Staatsbürgerschaft. Zur römisch-katholischen Kirche bekannten sich 92,7 % der Einwohner, 3,5 % waren ohne religiöses Bekenntnis, 2,3 % evangelisch.

### Bevölkerungsentwicklung
Zwischen 1869 und 1939 änderte sich die Bevölkerungszahl der Gemeinde Sankt Stefan ob Stainz nur marginal und erlebte auch kaum größere Schwankungen. In den Jahren nach dem Zweiten Weltkrieg begann die Bevölkerungszahl anzusteigen.

## Kultur und Sehenswürdigkeiten

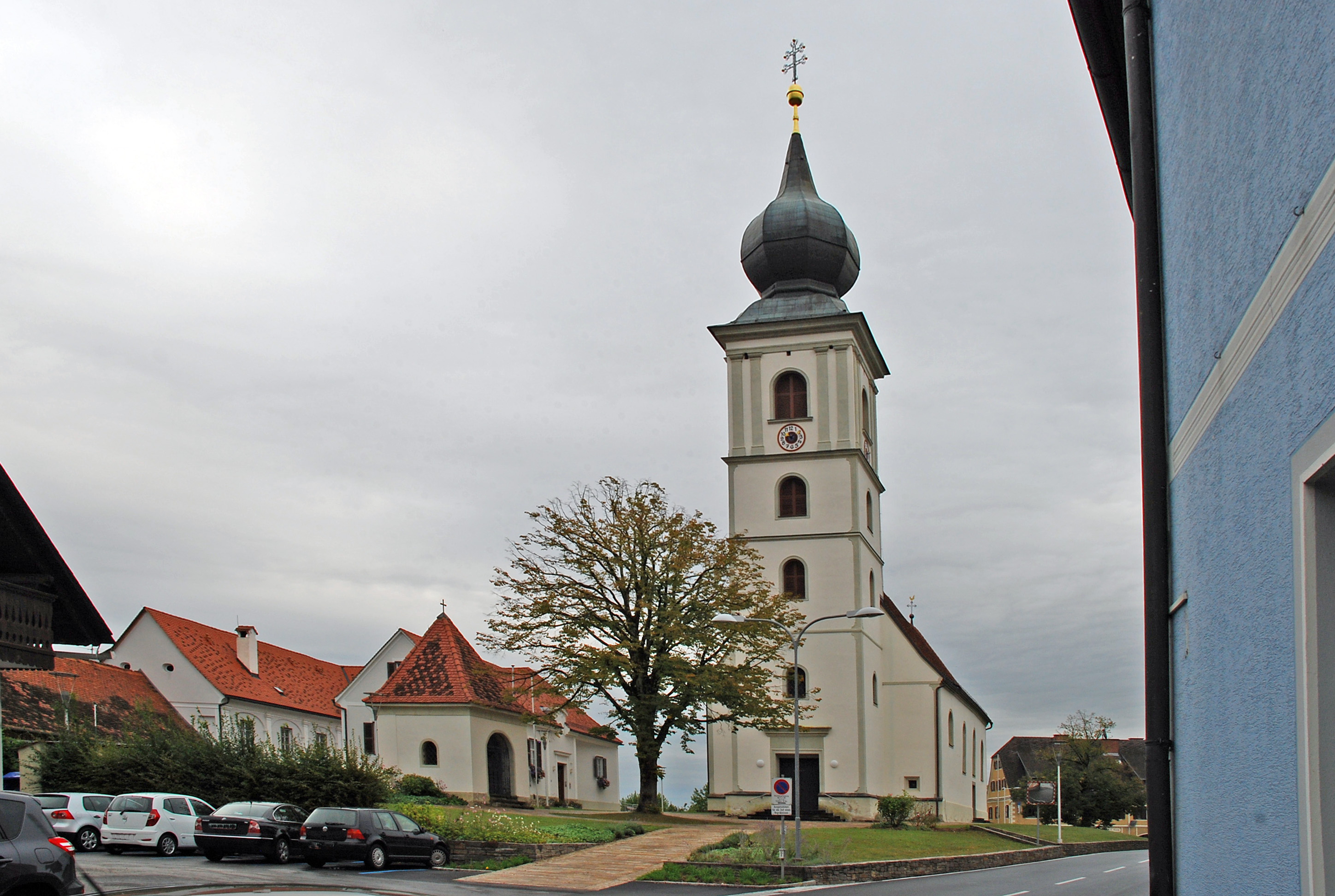
Pfarrkirche Sankt Stefan ob Stainz

- Katholische Pfarrkirche Sankt Stefan ob Stainz

## Wirtschaft und Infrastruktur
Laut Arbeitsstättenzählung 2001 gab es 76 Arbeitsstätten mit 367 Beschäftigten in der Gemeinde sowie 771 Auspendler und 192 Einpendler. Wichtigste Branchen sind der Handel, die Sachgütererzeugung und das Unterrichtswesen. Es gab 167 land- und forstwirtschaftliche Betriebe (davon 25 im Haupterwerb), die zusammen 1.511 ha bewirtschafteten (1999).
Im Bereich Tourismus gibt es viele Buschenschänken und Häuser, die Urlaub auf dem Bauernhof anbieten. Die Gemeinde bildet gemeinsam mit Stainz den Tourismusverband „Schilcherland-Stainz-Reinischkogel“.
Die Verkehrserschließung erfolgt über die Schilcher Weinstraße L 314, die Zirknitzstraße L 641 und die Pirkhofstraße L 667. Im Norden hat die Gemeinde auch Anschluss an die Süd Autobahn A 2, im Südosten an die Radlpass Straße B 76.
Die Gemeinde verfügt über eine Volksschule, eine Neue Mittelschule und eine Musikschule sowie drei Kindergärten.
Die Gräber des Friedhofs von St. Stefan wurden 2023 digital erfasst und der Gedenkstein für die fünf dort begrabenen Priester der Pfarrgemeinde, Jakob Schaumberger, Anton Wölfer, Karl Turber, Georg Fink und Joseph Ertl, erneuert.

## Politik

### Gemeinderat
Der Gemeinderat hat 21 Mitglieder und hatte vor der Gemeindezusammenlegung (2024) 15 Mitglieder.
- Nach den Gemeinderatswahlen in der Steiermark 2000 hatte der Gemeinderat folgende Verteilung: 10 ÖVP, 2 FPÖ, 2 SPÖ und 1 Wir für Sankt Stefan.
- Nach den Gemeinderatswahlen in der Steiermark 2005 hatte der Gemeinderat folgende Verteilung: 8 ÖVP, 5 SPÖ und 2 Bürger Forum St. Stefan.[38]
- Nach den Gemeinderatswahlen in der Steiermark 2010 hatte der Gemeinderat folgende Verteilung: 9 ÖVP, 3 SPÖ und 3 Bürger Forum St. Stefan.[39]
- Nach den Gemeinderatswahlen in der Steiermark 2015 hatte der Gemeinderat folgende Verteilung: 11 ÖVP, 7 FPÖ und 3 SPÖ.[40]
- Nach den Gemeinderatswahlen in der Steiermark 2020 hat der Gemeinderat folgende Verteilung: 15 ÖVP, 3 FPÖ, 2 SPÖ und 1 GRÜNE.[41]

### Bürgermeister
- bis 2014 Ernst Summer (ÖVP)
- seit 2015 Stephan Oswald (ÖVP)[42]

### Wappen

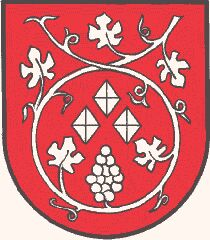
Wappen bis 2014

Das Gemeindewappen wurde von der steiermärkischen Landesregierung mit der Verordnung vom 1. August 1980 verliehen. Es zeigte:
„In Rot eine abwärts zu einem Kreis gebogene silberne Weinrebe mit fünf Blättern und einer aufwärts gekehrten Traube, drei (eins zu zwei gestellte) rautenförmige, facettierte, silberne Steine umschließend.“
Wegen der Gemeindezusammenlegung verlor das Wappen mit 1. Jänner 2015 seine offizielle Gültigkeit, die Wiederverleihung erfolgte mit Wirkung vom 5. Dezember 2015.

Die neue Blasonierung lautet:
„In Rot eine abwärts zu einem Kreis gebogene goldene Weinrebe mit drei Blättern und drei Trauben, drei (eins zu zwei gestellt) rautenförmige, facettierte, goldene Steine umschließend.“

### Partnerschaftsgemeinden
Auf Vermittlung des Grazer Gemeinderates Heinz Weiglein kamen 1990 erste Kontakte zwischen der Rotweinregion Villány (Wieland) bestehend aus den Gemeinden Villány, Villánykövesd, Ivánbattyán, Márok und Palkonya und der Schilcherregion Stainz, St. Stefan, Georgsberg, Greisdorf und Gundersdorf zustande. Nach gegenseitigen Besuchen in den folgenden Jahren wurde 1995 in Villany und 1996 in Stainz eine offizielle Partnerschaftsurkunde unterzeichnet.
Ziele der Partnerschaft sind die gegenseitige freundschaftliche Beziehung, die Förderung des Zusammenlebens der Menschen in Freiheit und die Stärkung des europäischen Zusammengehörigkeitsgefühls.
- Villány, Ungarn
- Villánykövesd, Ungarn
- Ivánbattyán, Ungarn
- Márok, Ungarn
- Palkonya, Ungarn

## Persönlichkeiten

### Ehrenbürger
- 1983: Josef Krainer (1930–2016), Landeshauptmann
- 2016: Gerhard Eger, Greisdorf

### Im Gemeindegebiet Geborene
- Josef Wartinger (1773–1861), Begründer und erster Leiter des Steiermärkischen Landesarchivs
- Joseph Scheicher (1842–1924), katholischer Theologe, Sozialpolitiker und Schriftsteller
- Josef Papst (1923–2010), Akademischer Maler und Bildhauer
- August Schmölzer (* 1958), Schauspieler

### Im Gemeindegebiet Lebende
- Otto Freiherr Ellison von Nidlef (1868–1947), Generalmajor der k. u. k. Armee und Ritterkreuzträger des Militär-Maria-Theresia-Ordens
- Joscha Prochno (* 1982), Mathematiker

### Mit der Gemeinde verbundene Persönlichkeiten
- Matthias Macher (1793–1876), von 1850 bis 1865 Distriktsarzt in Stainz
- Hans Tauber (1848–1913), Erforscher der norisch-pannonischen Grabhügel in der Weststeiermark

## Historische Landkarten

Das Gebiet von St. Stefan und seine Umgebung in den drei Landesaufnahmen in der Zeit von ca. 1789 bis 1910
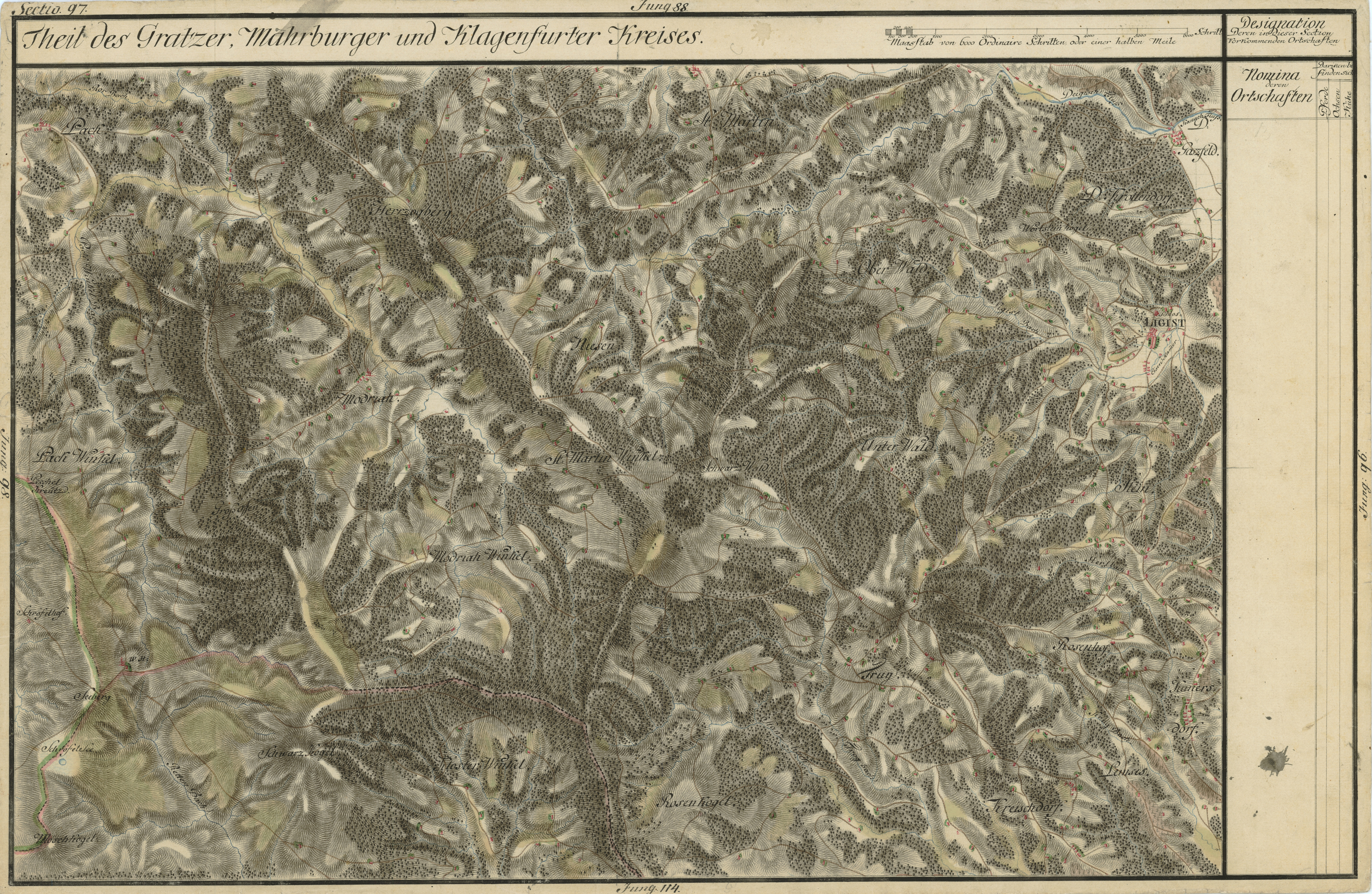
Lemsitz (rechts außen), Josephinische Landesaufnahme um 1780
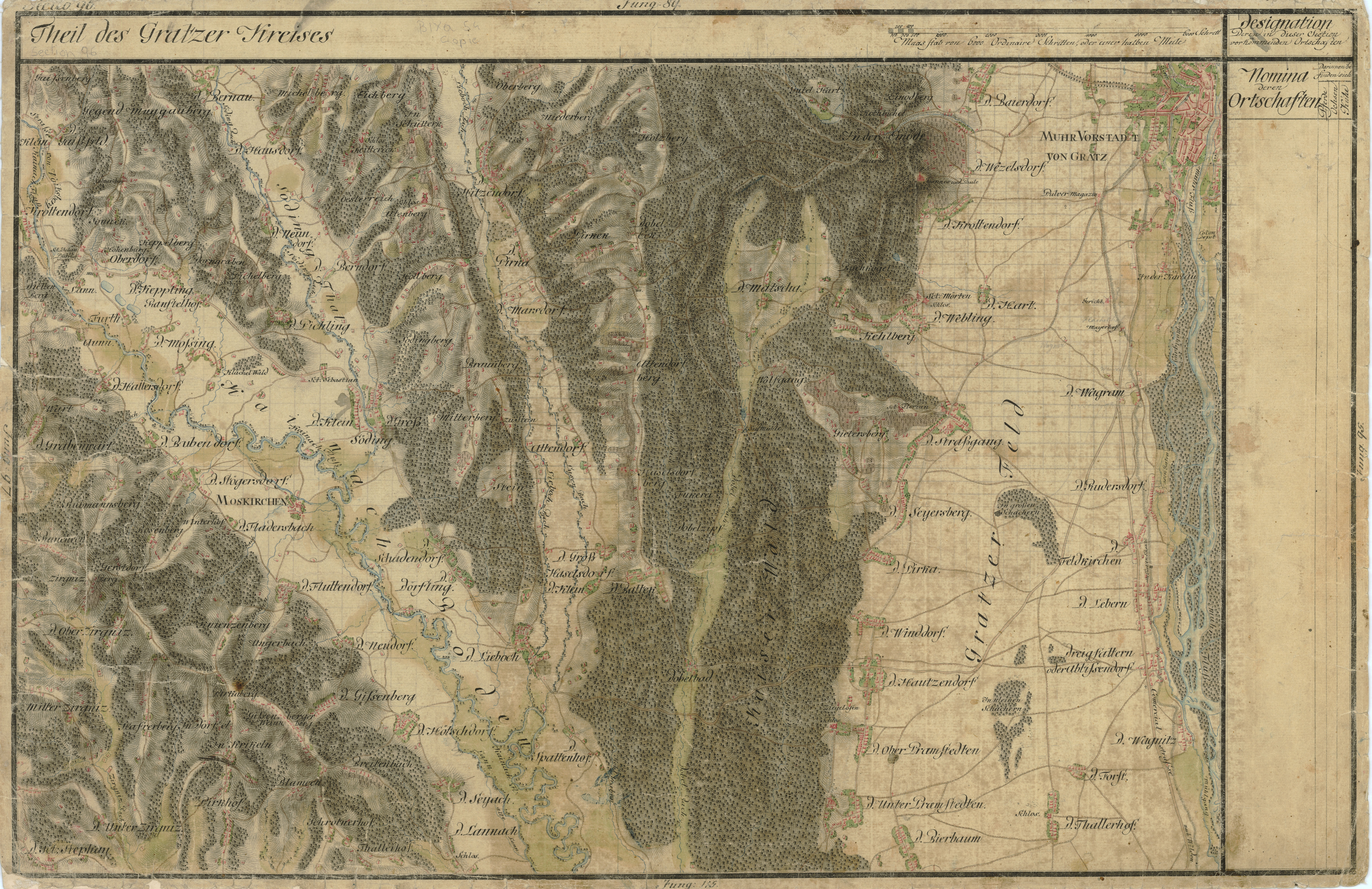
Zirknitztal und Pirkhof östlich von St. Stefan
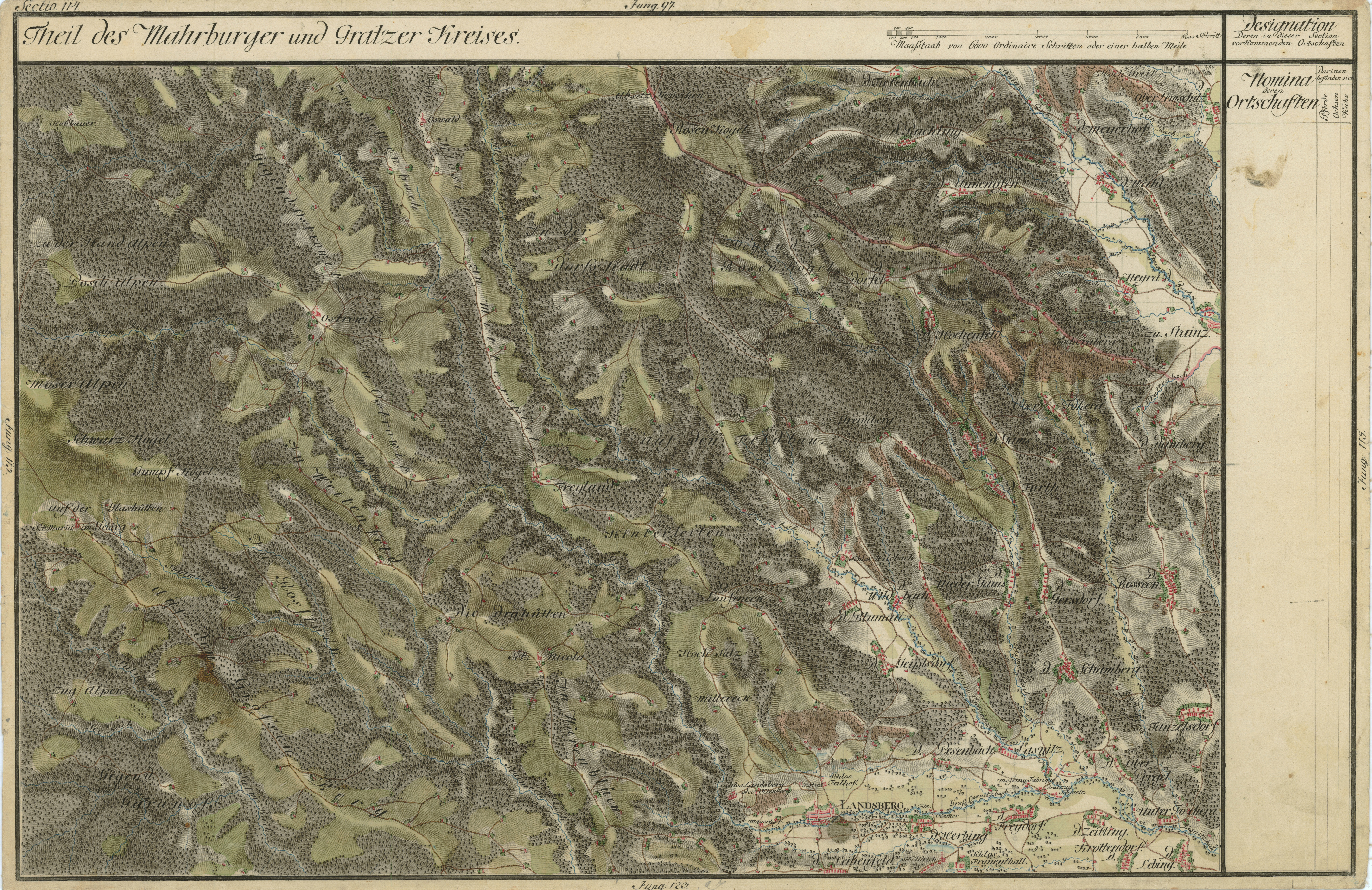
Lemsitz nördlich von Stainz
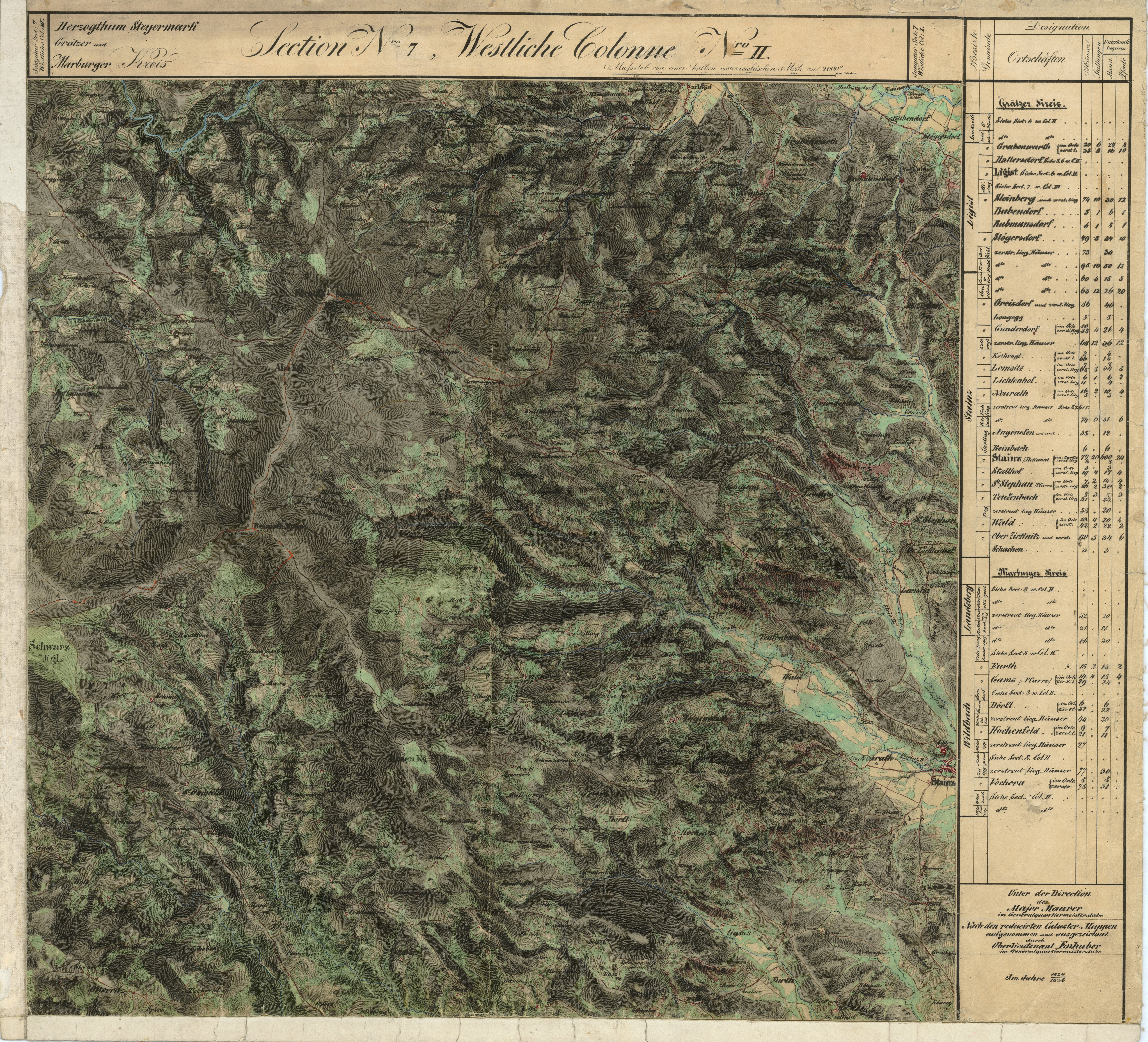
Unterkunft für 14 Mann und 4 Pferde im Ort laut Franziszeischer Landesaufnahme, ca. 1835
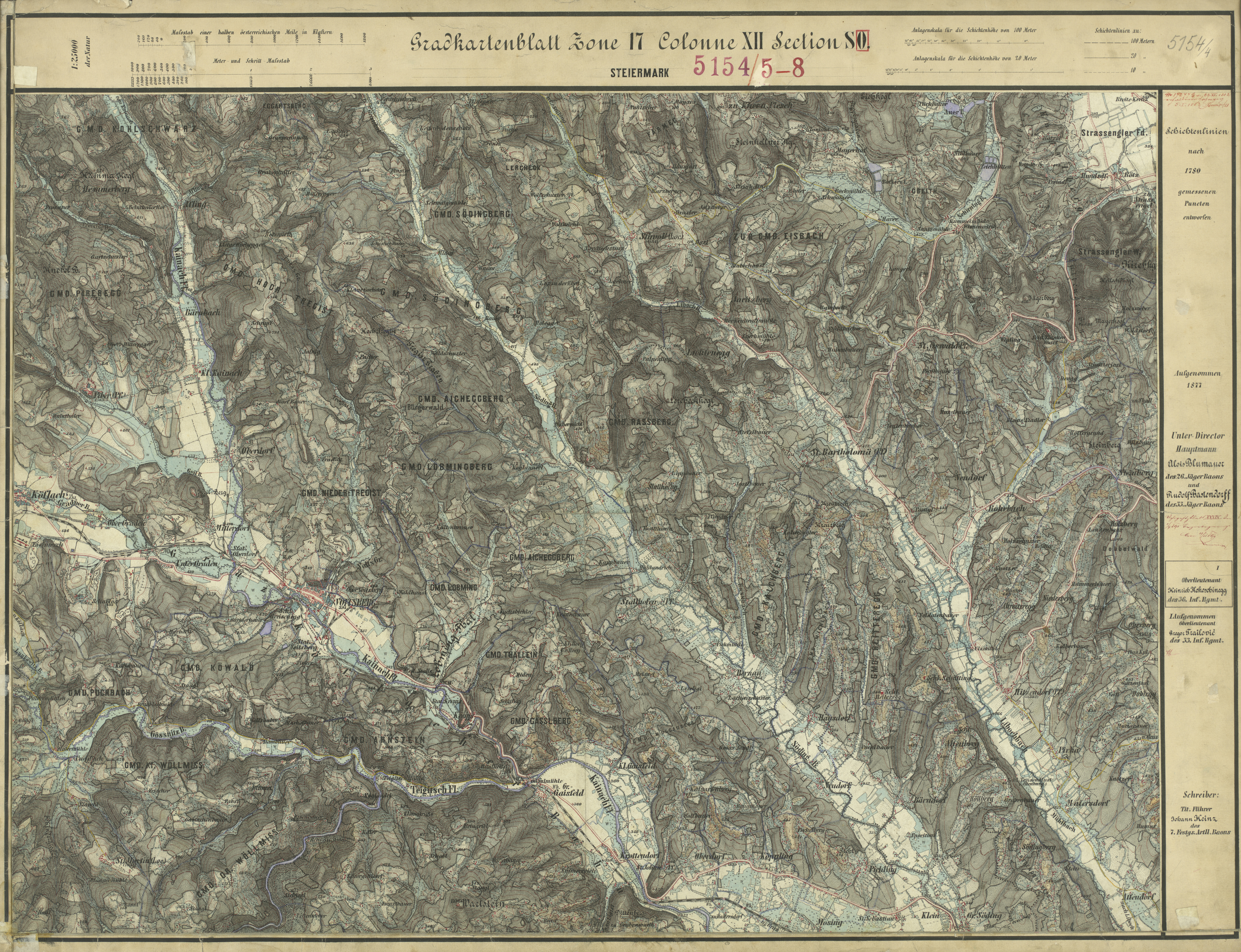
Im Norden liegt der Mittellauf der Kainach mit Mooskirchen, Gundersdorf und Ligist, Aufnahmeblatt der Landesaufnahme um 1877/78
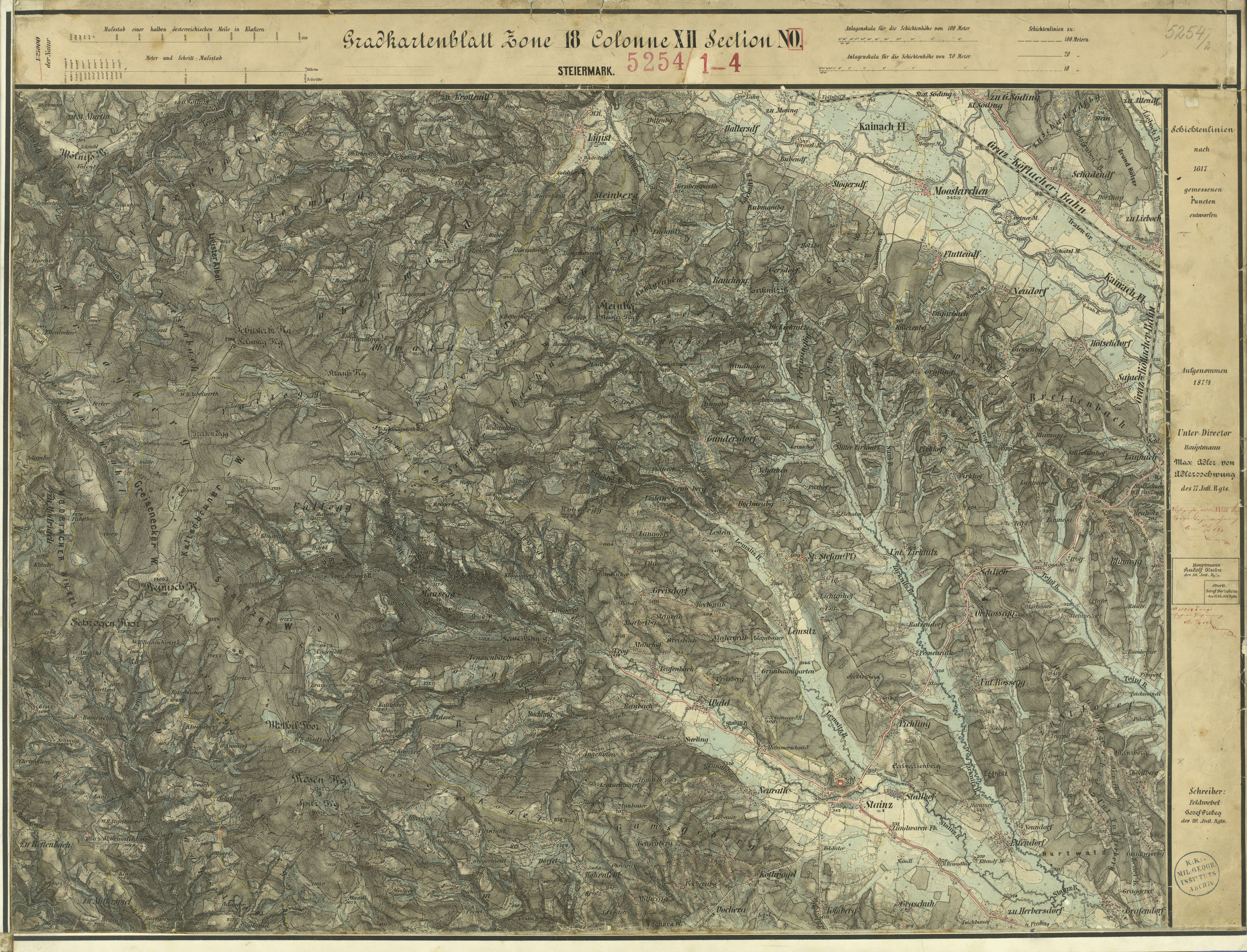
St. Stefan mit Stainz, dem Rosenkogel und dem Reinischkogel
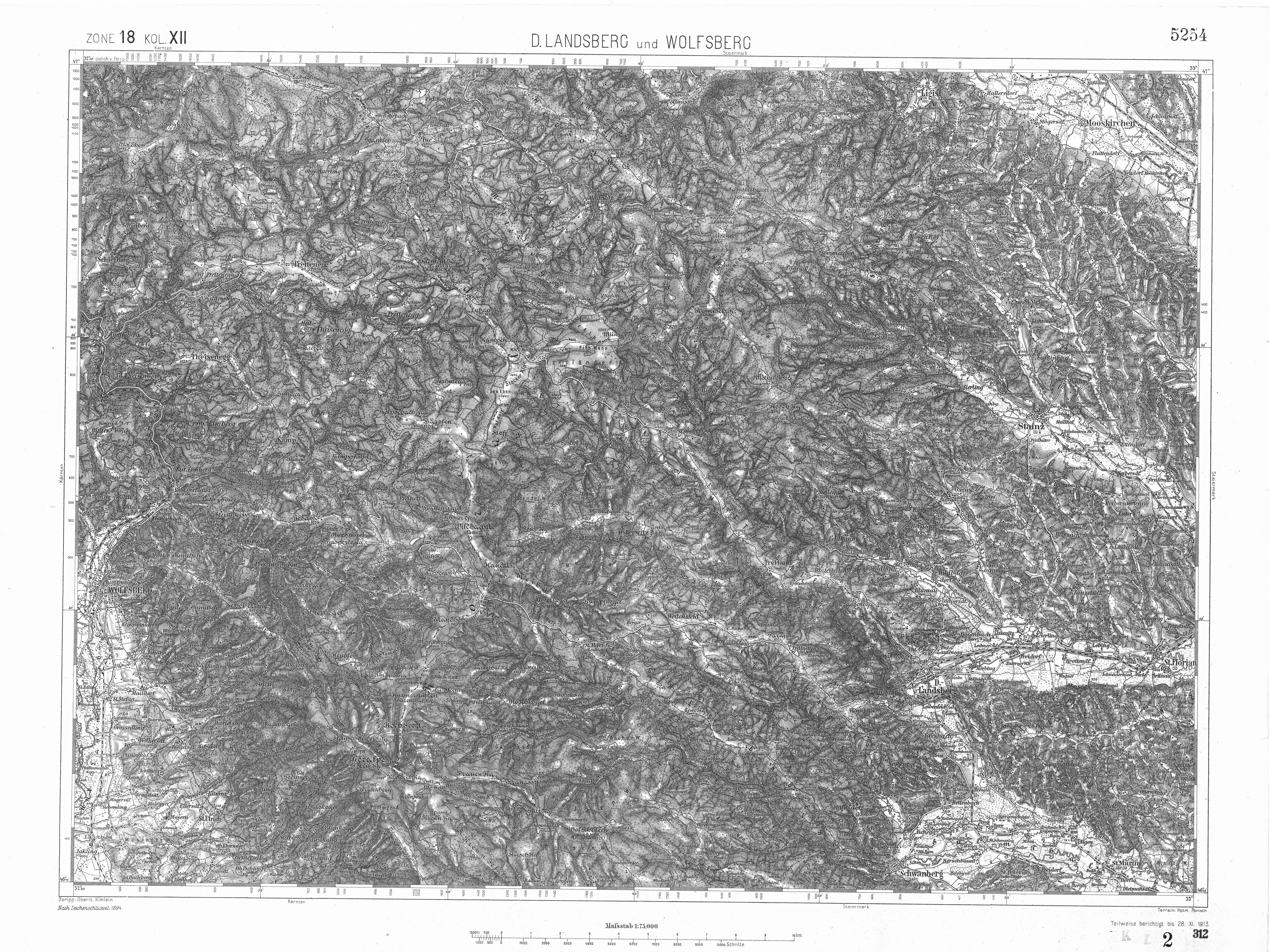
In der franzisco-josephinischen Landesaufnahme, ca. 1910